# Keppeshausen
Keppeshausen is een plaats in de Duitse deelstaat Rijnland-Palts, en maakt deel uit van de Eifelkreis Bitburg-Prüm.
Keppeshausen telt 14 inwoners.

## Bestuur
De plaats is een Ortsgemeinde en maakt deel uit van de Verbandsgemeinde Südeifel.

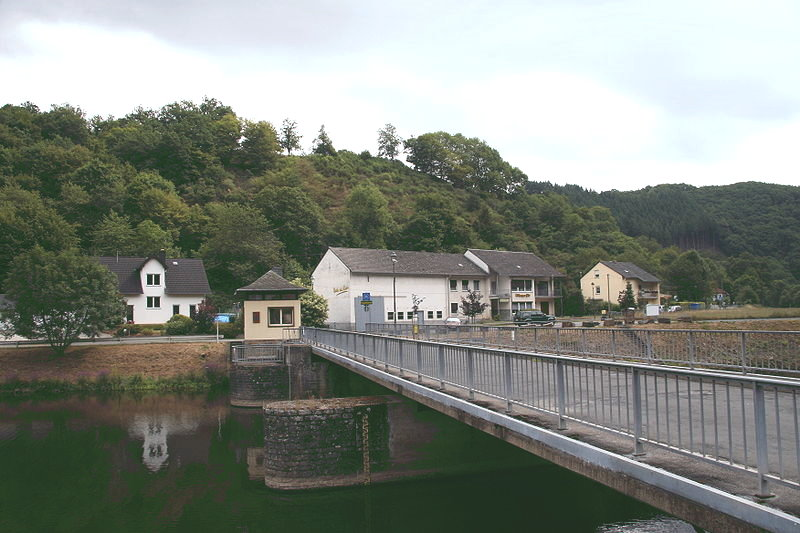
Keppeshausen

Verbandsvrije stad:  Bitburg